# Coussarea triflora
Coussarea triflora är en måreväxtart som beskrevs av Johannes Müller Argoviensis. Coussarea triflora ingår i släktet Coussarea och familjen måreväxter. Inga underarter finns listade i Catalogue of Life.